# スペースセンター・ヒューストン
スペースセンター・ヒューストン（英: Space Center Houston）は、アメリカ航空宇宙局（NASA）のジョンソン宇宙センター公式ビジターセンターである。テキサス州ヒューストンに位置し、おもに有人宇宙開発に関する展示、アトラクション、シアターがある。

## 展示物
以下は展示物の一部である。
- マーキュリー9号カプセル（フェイス7）
- ジェミニ5号カプセル
- アポロ17号コマンドモジュール
- 月面車トレーナー
- スカイラブトレーナーモックアップ
- アポロ月着陸船テストアーティクル 8
- サターンV

## アトラクション
以下はアトラクションの一部である。
リビング・イン・スペース（Living in Space）
スペースシャトルの着陸や人工衛星の回収作業をコンピューターシミュレーションで体験できる
NASAトラムツアー（Tram Tour）
ヒストリック・ミッション・コントロールセンター（Historic Mission Control Center）、スペース・ビヒクル・モックアップ施設（Space Vehicle Mockup Facility）のほか現在のミッションコントロールセンターを訪れることが出来る。